# Ilkeston
Ilkeston är en stad i distriktet Erewash, i grevskapet Derbyshire, i England. Staden hade 38 735 invånare år 2021. Staden nämndes i Domedagsboken (Domesday Book) år 1086, och kallades då Tilchestune.